# Контрафакт

SUMSANG — имитация логотипа Samsung Electronics

Контрафа́кт (англ. counterfeit «подделка» (fake), нелицензионный (unlicensed)) — новый продукт, созданный на основе существующего оригинала с нарушением интеллектуальных прав; фальсифицированные потребительские товары.
Виды контрафакта:
1. Использование чужого логотипа или настолько похожего, что их легко перепутать. Например, вместо «Gucci» — «Guchi». В таком случае, производители подделок имеют возможность отрицать факт контрафакта тем, что оригинальное имя не использовалось, при этом рядовой покупатель часто не знает, как точно выглядит искомый логотип, и опирается при покупке на смутно знакомую картинку.
2. Подделка внешнего вида товара, его дизайнерских решений. Это актуально для таких вещей как предметы декора, мебель, одежда, наручные часы и т. д.Пример замены названия на логотипе фломастера

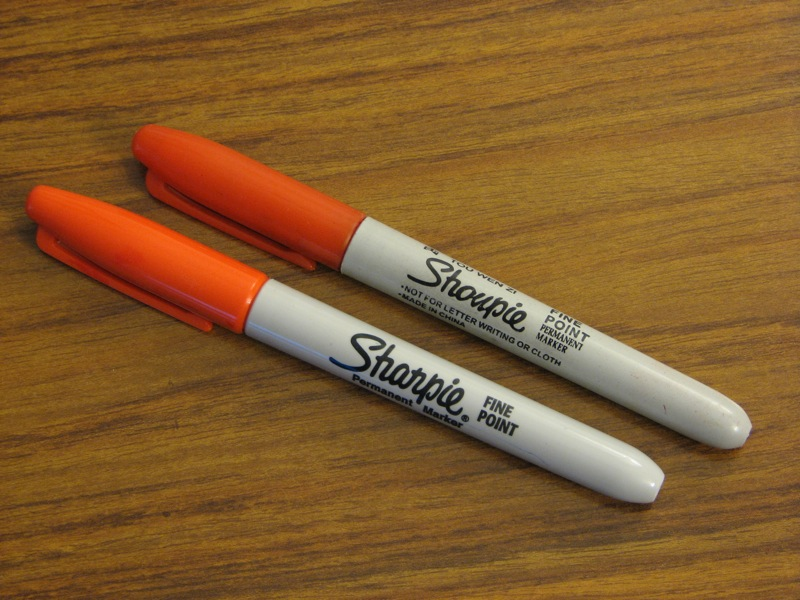
Пример замены названия на логотипе фломастера

3. Продажа оригинальных товаров с нарушением авторских и смежных прав, изобретательских и патентных прав, в том числе незаконное использование мультимедиа-продукции, книг и компьютерных программ — нарушение авторского права, например выпуск «пиратских дисков».
4. Незаконное использование запатентованных технических решений.

## Мировой оборот контрафакта
Согласно подсчётам, основанным на размерах таможенных конфискаций, оборот контрафакта в мире составляет от 200 до 360 млрд $ в год. По данным Федерации часовой индустрии Швейцарии, ежегодно производится более 40 млн копий швейцарских часов, прибыль от реализации копии часов оценивается в 1 млрд долларов.

## Распространение контрафакта в России

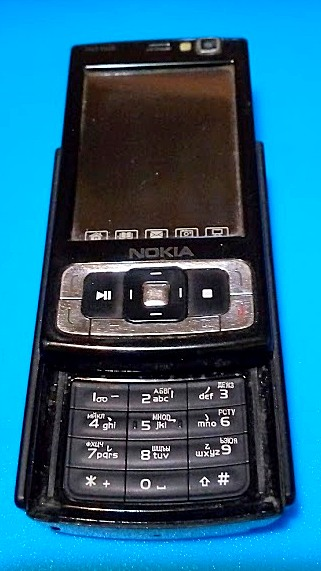
Контрафактная «Nokia» на три сим-карты (Нокия никогда не выпускала трёхсимочные аппараты в серию)

По данным ТИАР-Центра, объём торговли контрафактом непродовольственных товаров в 2019 году превысил 5,2 трлн руб. Недополученный с этого объёма торговли НДС превышает 500 млрд руб. Среди наиболее подделываемых категорий: детские игрушки — 35 %, одежда и обувь — 29 %, мелкая потребительская электроника и аксессуары — 17,5 %, батарейки — 15 %, бытовая химия— 12,5 % и парфюмерия — 10 %. Ключевыми «хабами» распространения контрафакта непродовольственных товаров в России служат московские оптовые рынки ТК «Садовод», ТЯК «Москва» и ТК «Южные ворота». Как указывают представители ЦБ, ежемесячный теневой оборот на данных рынках превышает 600 млрд руб.
В 2019 году ФТС выявило на границе более 11 млн единиц контрафактной продукции общей стоимостью более 8 млрд руб.
В части контрафакта продовольственных товаров по состоянию на конец 2019 года выделяется рынок минеральной воды. Доля контрафакта и фальсификата на рынке минеральной воды — 20-25 % (достигает 80 % по отдельным товарам), молочной продукции — до 25 %. Как отдельная категория — лекарства — 1—2 % (по некоторым данным, 5 %).
Эксперты компании Kantar выяснили, что доля нелегальных сигарет на рынке табака по итогам 1 квартала 2019 г. составляет 10,3 % (год назад 4,5 %).

## Технические методы борьбы
Технологии борьбы с подделкой могут включать в себя усложнения товара производителями, применение специальных средств защиты, например голограмм, водяных знаков, специальных рельефов и рисок, меток и радиометок (RFID). Комплексным организационно-техническим средством борьбы с контрафактом являются системы маркировки и прослеживаемости товаров.